# 스웨덴의 중세 초기
스웨덴의 중세 초기(스웨덴어: Sverige under äldre medeltiden)란 스웨덴의 역사에서 1050년에서 1250년 사이를 일컫는다. 이 시기는 유럽 본토의 중세 중기(1000년 ~ 1300년)와 일치한다. 유럽 본토의 중세 초기(500년 ~ 1050년)와 혼동하지 말아야 한다. 본토의 중세 초기 당시 스칸디나비아는 아직 철기시대 상태였다.

## 같이 보기
- 스웨덴의 지방
- 국립역사박물관 (스웨덴)